# Мервичі
Ме́рвичі — село в Україні, у Львівському районі Львівської області. Орган місцевого самоврядування — Куликівська селищна рада. Населення становить 1203 особи.

## Історія
Документом, виданим 11 жовтня 1377 року в Перемишлі, надає князь Володислав Опольський, львівським домініканам у власність села Кротошин, Зашків, Костеїв і 4 дворища з села Мервичі.
1378 року князь Володислав Опольський визначив кордони маєтку Зашківського, Костеївського і 4 дворищ у Мервичах, недавно перед тим львівським домініканським монахам подарованих.
За часів Речі Посполитої належало село до королівської власності у Львівській землі.
У люстрації 1662 року подана наступна інформація, що «Держава мервицька з селами: Мервичі, Смереків, Блищиводи, Передримихи, Мокротин, урочищем, яке називається Торговище, Артасів. Власницею цієї держави є Пані Барбара з Куропатник Граб'янчина… Село Мервичі здавна на 7 ланах посаджене. Підданих було 70. Тепер підданих, які на четвертях сидять, є 18. Окремо війт на четверті, від податку звільнений, який підданим наказує роботи до двору…».
За даними «Словника географічного королівства Польського», наприкінці ХІХ століття село Мервичі належало до Жовківського повіту. Розташоване було на відстані 9 км на південний-захід від повітового центру, на захід від Куликова. На заході межує з німецькою колонією Візенберг, на північному-сході — з Перемивками, на сході — Куликовим та з селами Львівського повіту: на півдні — Костейовим, на південному-заході — з Зарудцями. Водойми в селі не було, лише маленьки струмочки, що на південному-сході впадають до річки Думниці притоки Полтви. Сільська забудова розташована у західній частині села. 1880 року у ґміні мешкало 812 осіб, серед них 272 римо-католики. Римо-католицька парафія була у колонії Візенберг, натомість, греко-католицька — в селі та належала до Жовківського деканату, Перемиської дієцезії. В селі була церква святого Івана Хрестителя, школа початкова однокласна та броварня. Мервичі давно славилися своїм елітним хмелем, як згадував історик, перший директор інституту імені Оссолінських Францішек Сярчинський, то у Мервичах, за його часів, вироблялось щороку 8 центнерів хмелю, який нічим не відрізнявся від найкращого чеського. Німецький мандрівник Юзеф Рорер в описі своєї подорожі по Галичині на початку ХІХ століття згадував, що тут були спроби садити ревінь, але невдалі.
Станом на 1 січня 1939 року в селі мешкало 1100 осіб, серед них 800 українців-грекокатоликів, 80 українців-римокатоликів (у присілках Черемішня і Гута), 10 поляків, 10 євреїв та 200 німців (в колонії Віземберг, частково сполонізовані).
Теперішній храм Собору Івана Хрестителя заснований в селі у 1886 році старанням місцевої громади. Храм є мурованим. Від початку свого заснування церква була греко-католицькою. У 1946 році за рішеннями львівського псевдособору УГКЦ було поступово ліквідовано греко-католицьку церкву та перехід духівництва під юрисдикцію Московської патріархії РПЦ. В церкві богослужіння відбувалися вже за візантійським обрядом. Так було до 1991 року. Після виходу греко-католицької церкви із підпілля у селі збудовано плебанію. Проведено ремонт церкви, встановлено підігрів підлоги, покрито його плиткою, помальовано церкву, проведено й оздоблювальні роботи.
17 липня 2020 року, в результаті адміністративно-територіальної реформи та ліквідації Жовківського району, село увійшло до складу Львівського району.

## Населення

### Мова
Розподіл населення за рідною мовою за даними перепису 2001 року:
| Мова       | Кількість | Відсоток |
| ---------- | --------- | -------- |
| українська | 1177      | 99.16%   |
| російська  | 10        | 0.84%    |
| Усього     | 1187      | 100%     |

## Персоналії

### Народилися
- Петрик Петро — сотник УГА, командир 5-ї Сокальської бригади УГА.
- Мусієвський Володимир Романович (04.08.1986 - 23.08.2022) - солдат ЗСУ, загинув поблизу с. Опитне, Бахмутського району, Донецької області.
- Процайло Ігор (1976 - 12.09.2022) - солдат ЗСУ, танкіст, загинув біля с. Безіменне, Херсонської області. Поховали захисника 15.06.2024 в с. Мервичі.
- Іванець Василь Богданович (08.04.1977 - 02.04.2024) - солдат ЗСУ, загинув у районі с. Семенівка, Покровського району, Донецької області. Поховали захисника 20.09.2024 в с. Мервичі.